# Henri Ier de Germanie
Pour les articles homonymes, voir Henri et Henri Ier.
Henri Ier de Saxe ou Henri Ier de Germanie (en allemand : Heinrich der Finkler ou Heinrich der Vogler ; en latin : Henricus Auceps), dit « Henri Ier l'Oiseleur » parce que passionné de chasse au faucon, est né en 876 et mort le 2 juillet 936 à Memleben (Thuringe).
Duc de Saxe depuis 912, roi de Francie orientale (Germanie) de 919 à sa mort en 936 et prétendant à l'empire à la fin de son règne, Henri est un ascendant des deux dynasties destinées à régner sur les territoires de l'Allemagne et de la France actuelles une grande partie du IIe millénaire, puisqu'il est le père d'Otton Ier († 973), premier empereur germanique, mais aussi le grand-père, du côté maternel, d'Hugues Capet. Il est par ailleurs l'un des arrière-grands-pères de Louis V, le dernier roi carolingien.

## Famille
Henri est le fils du duc de saxe Otton Ier (v. 851 - 13 novembre 912) et de la duchesse Edwige de Babenberg (en) (v. 856 - 24 décembre 903), fille du marquis Henri de Babenberg et d'Ingeltrude, elle-même peut-être arrière-petite-fille de Charlemagne. Sa grand-mère paternelle est peut-être une descendante de Charlemagne, mais aussi du roi Widukind de Saxe. Ce dernier est peut-être également le trisaïeul de son père, grand-père de Ludolf de Saxe[réf. nécessaire] et le réel fondateur de la dynastie des Ottoniens. Mais certains généalogistes et historiens pensent que le père du duc Ludolf de Saxe, grand-père d'Henri Ier de Germanie est un certain Bruno, dont on ne connaît pas les origines,.
|                             |                             |                             |                             |                             |                             |                           |                           |                          |                          |                               |                               |                               |                               |                               |                               |             |             |      |      |      |      |         |         |                                         |                                         |                                         |                                         | Charlemagne (748 † 814) empereur        |                                         |  |  |                                     |                                     |                                     |                                     |                                     |                                     |            |            |                                    |                                    |                                    |                                    |                                    |                                    |            |            |                 |                 |                 |                 |                             |                             |                             |                             |                             |                             |  |  |  |  |  |  |  |  |  |  |  |  |  |  |  |  |  |  |  |  |  |  |  |  |  |  |
|                             |                             |                             |                             |                             |                             |                           |                           |                          |                          |                               |                               |                               |                               |                               |                               |             |             |      |      |      |      |         |         |                                         |                                         |                                         |                                         |                                         |                                         |  |  |                                     |                                     |                                     |                                     |                                     |                                     |            |            |                                    |                                    |                                    |                                    |                                    |                                    |            |            |                 |                 |                 |                 |                             |                             |                             |                             |                             |                             |  |  |  |  |  |  |  |  |  |  |  |  |  |  |  |  |  |  |  |  |  |  |  |  |  |  |
|                             |                             |                             |                             |                             |                             |                           |                           |                          |                          |                               |                               |                               |                               |                               |                               |             |             |      |      |      |      |         |         |                                         |                                         |                                         |                                         |                                         |                                         |  |  |                                     |                                     |                                     |                                     |                                     |                                     |            |            |                                    |                                    |                                    |                                    |                                    |                                    |            |            |                 |                 |                 |                 |                             |                             |                             |                             |                             |                             |  |  |  |  |  |  |  |  |  |  |  |  |  |  |  |  |  |  |  |  |  |  |  |  |  |  |
|                             |                             |                             |                             |                             |                             |                           |                           |                          |                          |                               |                               |                               |                               |                               |                               |             |             |      |      |      |      |         |         | Pépin d'Italie (777 † 810) roi d'Italie | Pépin d'Italie (777 † 810) roi d'Italie | Pépin d'Italie (777 † 810) roi d'Italie | Pépin d'Italie (777 † 810) roi d'Italie | Pépin d'Italie (777 † 810) roi d'Italie | Pépin d'Italie (777 † 810) roi d'Italie |  |  | Louis le Pieux (778 † 840) empereur | Louis le Pieux (778 † 840) empereur | Louis le Pieux (778 † 840) empereur | Louis le Pieux (778 † 840) empereur | Louis le Pieux (778 † 840) empereur | Louis le Pieux (778 † 840) empereur |            |            | Unroch                             | Unroch                             | Unroch                             | Unroch                             | Unroch                             | Unroch                             |            |            |                 |                 |                 |                 | Henri comte en Oberrheingau | Henri comte en Oberrheingau | Henri comte en Oberrheingau | Henri comte en Oberrheingau | Henri comte en Oberrheingau | Henri comte en Oberrheingau |  |  |  |  |  |  |  |  |  |  |  |  |  |  |  |  |  |  |  |  |  |  |  |  |  |  |
|                             |                             |                             |                             |                             |                             |                           |                           |                          |                          |                               |                               |                               |                               |                               |                               |             |             |      |      |      |      |         |         | Pépin d'Italie (777 † 810) roi d'Italie | Pépin d'Italie (777 † 810) roi d'Italie | Pépin d'Italie (777 † 810) roi d'Italie | Pépin d'Italie (777 † 810) roi d'Italie | Pépin d'Italie (777 † 810) roi d'Italie | Pépin d'Italie (777 † 810) roi d'Italie |  |  | Louis le Pieux (778 † 840) empereur | Louis le Pieux (778 † 840) empereur | Louis le Pieux (778 † 840) empereur | Louis le Pieux (778 † 840) empereur | Louis le Pieux (778 † 840) empereur | Louis le Pieux (778 † 840) empereur |            |            | Unroch                             | Unroch                             | Unroch                             | Unroch                             | Unroch                             | Unroch                             |            |            |                 |                 |                 |                 | Henri comte en Oberrheingau | Henri comte en Oberrheingau | Henri comte en Oberrheingau | Henri comte en Oberrheingau | Henri comte en Oberrheingau | Henri comte en Oberrheingau |  |  |  |  |  |  |  |  |  |  |  |  |  |  |  |  |  |  |  |  |  |  |  |  |  |  |
| Bruno                       | Bruno                       | Bruno                       | Bruno                       | Bruno                       | Bruno                       |                           |                           | Billung prince (franc ?) | Billung prince (franc ?) | Billung prince (franc ?)      | Billung prince (franc ?)      | Billung prince (franc ?)      | Billung prince (franc ?)      |                               |                               | Aeda        | Aeda        | Aeda | Aeda | Aeda | Aeda | <= ? => | <= ? => | Adelais                                 | Adelais                                 | Adelais                                 | Adelais                                 | Adelais                                 | Adelais                                 |  |  | Gisèle (v.820 † 874)                | Gisèle (v.820 † 874)                | Gisèle (v.820 † 874)                | Gisèle (v.820 † 874)                | Gisèle (v.820 † 874)                | Gisèle (v.820 † 874)                |            |            | Évrard (v.810 † 866) duc de Frioul | Évrard (v.810 † 866) duc de Frioul | Évrard (v.810 † 866) duc de Frioul | Évrard (v.810 † 866) duc de Frioul | Évrard (v.810 † 866) duc de Frioul | Évrard (v.810 † 866) duc de Frioul |            |            |                 |                 |                 |                 | Poppo cte en Saalgau        | Poppo cte en Saalgau        | Poppo cte en Saalgau        | Poppo cte en Saalgau        | Poppo cte en Saalgau        | Poppo cte en Saalgau        |  |  |  |  |  |  |  |  |  |  |  |  |  |  |  |  |  |  |  |  |  |  |  |  |  |  |
| Bruno                       | Bruno                       | Bruno                       | Bruno                       | Bruno                       | Bruno                       |                           |                           | Billung prince (franc ?) | Billung prince (franc ?) | Billung prince (franc ?)      | Billung prince (franc ?)      | Billung prince (franc ?)      | Billung prince (franc ?)      |                               |                               | Aeda        | Aeda        | Aeda | Aeda | Aeda | Aeda | <= ? => | <= ? => | Adelais                                 | Adelais                                 | Adelais                                 | Adelais                                 | Adelais                                 | Adelais                                 |  |  | Gisèle (v.820 † 874)                | Gisèle (v.820 † 874)                | Gisèle (v.820 † 874)                | Gisèle (v.820 † 874)                | Gisèle (v.820 † 874)                | Gisèle (v.820 † 874)                |            |            | Évrard (v.810 † 866) duc de Frioul | Évrard (v.810 † 866) duc de Frioul | Évrard (v.810 † 866) duc de Frioul | Évrard (v.810 † 866) duc de Frioul | Évrard (v.810 † 866) duc de Frioul | Évrard (v.810 † 866) duc de Frioul |            |            |                 |                 |                 |                 | Poppo cte en Saalgau        | Poppo cte en Saalgau        | Poppo cte en Saalgau        | Poppo cte en Saalgau        | Poppo cte en Saalgau        | Poppo cte en Saalgau        |  |  |  |  |  |  |  |  |  |  |  |  |  |  |  |  |  |  |  |  |  |  |  |  |  |  |
|                             |                             |                             |                             |                             |                             |                           |                           |                          |                          |                               |                               |                               |                               |                               |                               |             |             |      |      |      |      |         |         |                                         |                                         |                                         |                                         |                                         |                                         |  |  |                                     |                                     |                                     |                                     |                                     |                                     |            |            |                                    |                                    |                                    |                                    |                                    |                                    |            |            |                 |                 |                 |                 |                             |                             |                             |                             |                             |                             |  |  |  |  |  |  |  |  |  |  |  |  |  |  |  |  |  |  |  |  |  |  |  |  |  |  |
| Ludolph († 866) duc de Saxe | Ludolph († 866) duc de Saxe | Ludolph († 866) duc de Saxe | Ludolph († 866) duc de Saxe | Ludolph († 866) duc de Saxe | Ludolph († 866) duc de Saxe |                           |                           |                          |                          |                               |                               | Oda († 913)                   | Oda († 913)                   | Oda († 913)                   | Oda († 913)                   | Oda († 913) | Oda († 913) |      |      |      |      |         |         |                                         |                                         |                                         |                                         |                                         |                                         |  |  |                                     |                                     |                                     |                                     | Ingeltrude                          | Ingeltrude                          | Ingeltrude | Ingeltrude | Ingeltrude                         | Ingeltrude                         | <= ? =>                            | <= ? =>                            | Ingeltrude                         | Ingeltrude                         | Ingeltrude | Ingeltrude | Ingeltrude      | Ingeltrude      |                 |                 | Henri († 866) m. Neustrie   | Henri († 866) m. Neustrie   | Henri († 866) m. Neustrie   | Henri († 866) m. Neustrie   | Henri († 866) m. Neustrie   | Henri († 866) m. Neustrie   |  |  |  |  |  |  |  |  |  |  |  |  |  |  |  |  |  |  |  |  |  |  |  |  |  |  |
| Ludolph († 866) duc de Saxe | Ludolph († 866) duc de Saxe | Ludolph († 866) duc de Saxe | Ludolph († 866) duc de Saxe | Ludolph († 866) duc de Saxe | Ludolph († 866) duc de Saxe |                           |                           |                          |                          |                               |                               | Oda († 913)                   | Oda († 913)                   | Oda († 913)                   | Oda († 913)                   | Oda († 913) | Oda († 913) |      |      |      |      |         |         |                                         |                                         |                                         |                                         |                                         |                                         |  |  |                                     |                                     |                                     |                                     | Ingeltrude                          | Ingeltrude                          | Ingeltrude | Ingeltrude | Ingeltrude                         | Ingeltrude                         | <= ? =>                            | <= ? =>                            | Ingeltrude                         | Ingeltrude                         | Ingeltrude | Ingeltrude | Ingeltrude      | Ingeltrude      |                 |                 | Henri († 866) m. Neustrie   | Henri († 866) m. Neustrie   | Henri († 866) m. Neustrie   | Henri († 866) m. Neustrie   | Henri († 866) m. Neustrie   | Henri († 866) m. Neustrie   |  |  |  |  |  |  |  |  |  |  |  |  |  |  |  |  |  |  |  |  |  |  |  |  |  |  |
|                             |                             |                             |                             |                             |                             |                           |                           |                          |                          |                               |                               |                               |                               |                               |                               |             |             |      |      |      |      |         |         |                                         |                                         |                                         |                                         |                                         |                                         |  |  |                                     |                                     |                                     |                                     |                                     |                                     |            |            |                                    |                                    |                                    |                                    |                                    |                                    |            |            |                 |                 |                 |                 |                             |                             |                             |                             |                             |                             |  |  |  |  |  |  |  |  |  |  |  |  |  |  |  |  |  |  |  |  |  |  |  |  |  |  |
|                             |                             |                             |                             |                             |                             |                           |                           |                          |                          |                               |                               |                               |                               |                               |                               |             |             |      |      |      |      |         |         |                                         |                                         |                                         |                                         |                                         |                                         |  |  |                                     |                                     |                                     |                                     |                                     |                                     |            |            |                                    |                                    |                                    |                                    |                                    |                                    |            |            |                 |                 |                 |                 |                             |                             |                             |                             |                             |                             |  |  |  |  |  |  |  |  |  |  |  |  |  |  |  |  |  |  |  |  |  |  |  |  |  |  |
|                             |                             | Bruno († 880) duc de Saxe   | Bruno († 880) duc de Saxe   | Bruno († 880) duc de Saxe   | Bruno († 880) duc de Saxe   | Bruno († 880) duc de Saxe | Bruno († 880) duc de Saxe |                          |                          | Otton Ier († 912) duc de Saxe | Otton Ier († 912) duc de Saxe | Otton Ier († 912) duc de Saxe | Otton Ier († 912) duc de Saxe | Otton Ier († 912) duc de Saxe | Otton Ier († 912) duc de Saxe |             |             |      |      |      |      |         |         |                                         |                                         |                                         |                                         |                                         |                                         |  |  |                                     |                                     |                                     |                                     |                                     |                                     |            |            |                                    |                                    |                                    |                                    |                                    |                                    |            |            | Hedwige († 903) | Hedwige († 903) | Hedwige († 903) | Hedwige († 903) | Hedwige († 903)             | Hedwige († 903)             |                             |                             |                             |                             |  |  |  |  |  |  |  |  |  |  |  |  |  |  |  |  |  |  |  |  |  |  |  |  |  |  |
|                             |                             | Bruno († 880) duc de Saxe   | Bruno († 880) duc de Saxe   | Bruno († 880) duc de Saxe   | Bruno († 880) duc de Saxe   | Bruno († 880) duc de Saxe | Bruno († 880) duc de Saxe |                          |                          | Otton Ier († 912) duc de Saxe | Otton Ier († 912) duc de Saxe | Otton Ier († 912) duc de Saxe | Otton Ier († 912) duc de Saxe | Otton Ier († 912) duc de Saxe | Otton Ier († 912) duc de Saxe |             |             |      |      |      |      |         |         |                                         |                                         |                                         |                                         |                                         |                                         |  |  |                                     |                                     |                                     |                                     |                                     |                                     |            |            |                                    |                                    |                                    |                                    |                                    |                                    |            |            | Hedwige († 903) | Hedwige († 903) | Hedwige († 903) | Hedwige († 903) | Hedwige († 903)             | Hedwige († 903)             |                             |                             |                             |                             |  |  |  |  |  |  |  |  |  |  |  |  |  |  |  |  |  |  |  |  |  |  |  |  |  |  |
|                             |                             |                             |                             |                             |                             |                           |                           |                          |                          |                               |                               |                               |                               |                               |                               |             |             |      |      |      |      |         |         |                                         |                                         |                                         |                                         |                                         |                                         |  |  |                                     |                                     |                                     |                                     |                                     |                                     |            |            |                                    |                                    |                                    |                                    |                                    |                                    |            |            |                 |                 |                 |                 |                             |                             |                             |                             |                             |                             |  |  |  |  |  |  |  |  |  |  |  |  |  |  |  |  |  |  |  |  |  |  |  |  |  |  |
|                             |                             |                             |                             |                             |                             |                           |                           |                          |                          |                               |                               |                               |                               |                               |                               |             |             |      |      |      |      |         |         |                                         |                                         |                                         |                                         | Henri Ier (876 † 936) roi de Germanie   |                                         |  |  |                                     |                                     |                                     |                                     |                                     |                                     |            |            |                                    |                                    |                                    |                                    |                                    |                                    |            |            |                 |                 |                 |                 |                             |                             |                             |                             |                             |                             |  |  |  |  |  |  |  |  |  |  |  |  |  |  |  |  |  |  |  |  |  |  |  |  |  |  |

Héritant du duché de Saxe, son père succède à son frère Bruno mort au cours d'une bataille le 2 février 880. Choisi pour succéder à Louis l'Enfant, il décline cette offre et soutient l'élection de Conrad Ier de Germanie. Ce dernier le reconnaît en tant que duc de Saxe et son autorité s'étend à la Thuringe en 908.
Le 6 mai 919, la diète d'empire de Fritzlar consacre Henri comme roi des Romains sous le nom de Henri Ier de Germanie. Ce fut Heriger archevêque de Mayence qui en fit la cérémonie. Le roi Conrad Ier, qui est mort en décembre 918 sans descendance masculine, a chargé son frère, le margrave (devenu duc à la mort de Conrad) Eberhard de Franconie de remettre le sceptre à Henri, car de son point de vue, seul Henri était en position d'apaiser les dissensions entre les Francs et les Saxons. Il le sentait capable de rattacher la Bavière ducale à la Souabe méridionale, ainsi que l'Alsace à la Francie orientale, et ainsi de préserver l'unité du royaume. Eberhard et à sa suite, le duc Bouchard Ier de Souabe, appuient l'élection de Henri, mais le duc Arnulf Ier de Bavière s'y oppose dans un premier temps, parce que Henri a mené en 921 une armée en Bavière. Henri est ainsi le premier Saxon à succéder aux Carolingiens sur le trône de Francie orientale. Son élection met un terme à la longue et amère rivalité qui oppose Francs et Saxons, et marque la naissance du Saint-Empire romain médiéval, qui ne sera dissous qu’en 1806 par Napoléon Ier.

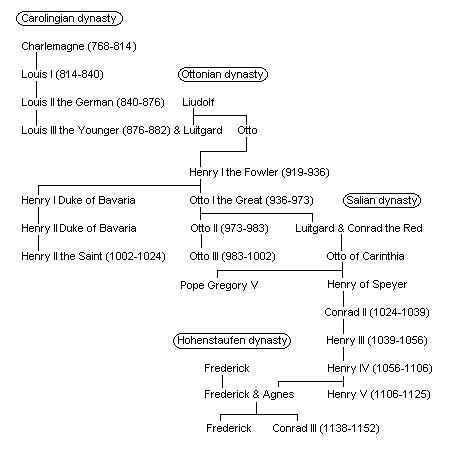
Les Ottoniens.

## Biographie

### Réorganisation du royaume

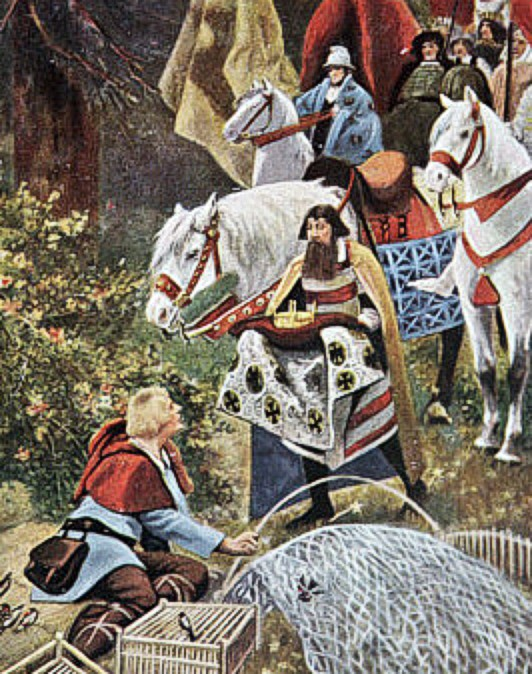
de Saxe apprend qu’il est roi alors qu’il chasse.

Après la mort de Louis IV l'Enfant († 911), et l'éviction des Carolingiens, le titre royal passe d'abord à Conrad en 911, puis  à Henri l'Oiseleur en 919.
Rassemblant une partie des territoires jadis rassemblés par Charlemagne, la Francia orientalis, le royaume est alors la proie d'une grande anarchie. Dans le duché de Saxe, à la mort de son père en 912, Henri doit affronter ses voisins du sud de la Franconie. Longtemps principal opposant au roi Conrad Ier, mort le 23 décembre 918, Henri s'est réconcilié avec Conrad peu avant la mort du roi de Germanie. Il est élu le 6 mai 919 par une assemblée réunie à Fritzlar, ressemblant aux trois états établis longtemps après en France, selon Voltaire. La tradition dit qu'on le nomme « l'Oiseleur » parce que les députés qui lui annoncent son élection le trouvent un faucon sur le poing. Étant à la chasse au gibier à plumes, il est courroucé de leur intrusion qui fait s'envoler tout le gibier qu'il convoitait. Mais comme les princes s'agenouillent pour lui apprendre la nouvelle, il estime que la chasse n'avait pas été aussi mauvaise.
Successeur du roi Conrad Ier de Franconie, Henri Ier de Saxe fonde la dynastie des Ottoniens et reprend à son compte la politique des Carolingiens. Henri rompt avec la tradition établie par ses prédécesseurs : en effet, il refuse d'être sacré roi par l'archevêque de Mayence, s'en déclarant indigne. Il souhaite en réalité marquer ainsi son indépendance vis-à-vis des autorités religieuses.
Henri Ier de Germanie est soucieux au contraire d'obtenir le soutien des autres ducs, notamment par des concessions : une courte guerre avec le duc de Bavière Arnulf s'achève ainsi par la reconnaissance de la capacité de ce dernier à nommer les évêques dans son duché. Cette politique conciliante ne l'empêche pas, par des alliances, de remplacer les vassaux rebelles par des membres de sa famille. Il rétablit ainsi l’autorité royale en Souabe.

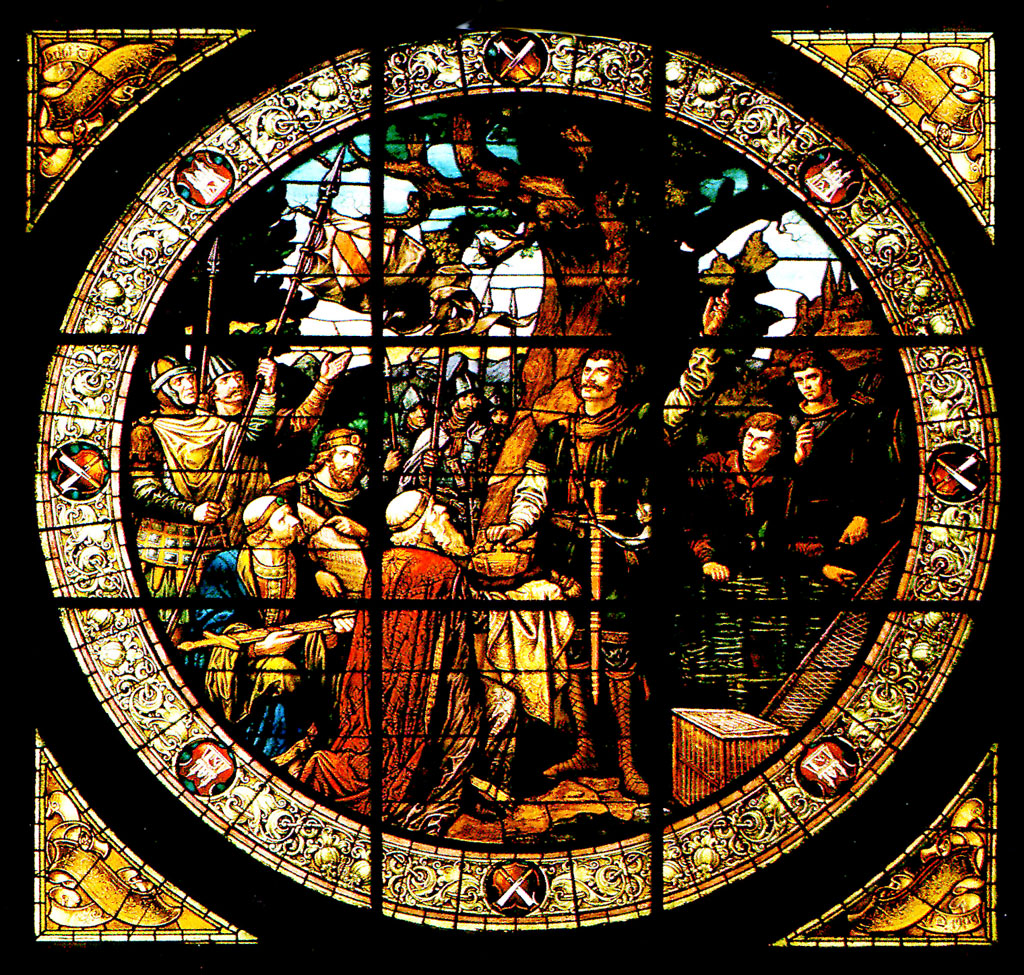
Vitrail représentant de Germanie, à la mairie de Quedlinbourg.

Il est reconnu roi de Lotharingie en 925, plaçant définitivement ces territoires dans l'orbite germanique. En 928, il fait duc de Lorraine Gislebert, un grand de la région, et lui donne sa fille. Son deuxième fils Henri Ier devient le duc de Bavière.
Les vassaux, les arrière-vassaux, se soumettent, s'engageant à fournir des milices, et les grains pour les faire subsister. Il modifie le statut des villes, des bourgs dépeuplés que les Hongrois, les Bohêmes, les Moraves, les Vikings, avaient dévastés. Il bâtit Brandebourg-sur-la-Havel, Meissen, Sleswick, Gotha, Herford, Goslar, Quedlinbourg. De même, il dote l'Allemagne de ses premières chartes municipales.
Il rétablit les abbayes d’Herford et de Corvey ruinées, mais, peu religieux, il écarte des fonctions publiques les ecclésiastiques.

### Lutte contre les invasions
Henri Ier de Germanie met provisoirement un terme aux invasions venues de l’est. Les Wendes, les slaves Abodrites, les Vélètes, leurs voisins, sont même repoussés des bords de l’Elbe et d’autres territoires. Il envahit en 924 la Bohême  mais le jeune duc Venceslas Ier propose de payer un tribut plutôt que de voir ravager ses États[réf. souhaitée].

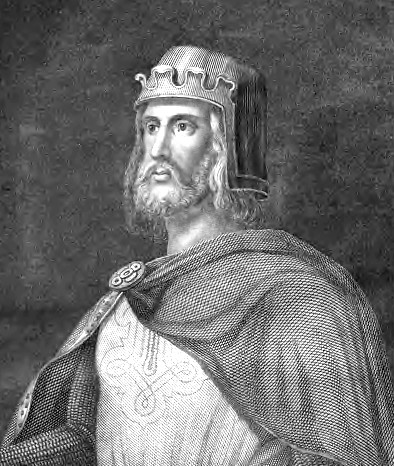
de Germanie.

Son prédécesseur, Conrad Ier de Franconie payant un tribut aux Hongrois, Henri l’Oiseleur le paie toujours au début de son règne. En 933, des députés des Hongrois viennent demander leur tribut au roi de la Francie orientale, Henri leur donne un chien galeux. C’était une punition des chevaliers allemands, quand ils avaient commis des crimes, de porter un chien l’espace d’une lieue. Les Hongrois en représailles pénètrent en Allemagne avec deux redoutables armées, dont l'une s'établit sur la Sala à Mersebourg, tandis que l'autre ravage la Thuringe. La victoire remportée sur cette dernière par Henri à Riade lui confère un prestige considérable. Sa position se renforce également grâce aux victoires remportées sur les Slaves, puis les Danois (annexion du Schleswig en 934). Henri porte les frontières de son royaume au-delà de l'Elbe.
Henri Ier de Germanie s'occupe aussi de restaurer l'autorité monarchique sur l'ensemble des ducs de Germanie et il intervient aussi en Bohême. Il fait fortifier des villes pour tenir en bride les ennemis de la Germanie. Il crée les margraviats de Schleswig, de Brandebourg, de Misnie, d'Autriche, de Styrie. Il y établit des marquis pour garder les marches du Royaume. Henri lève le neuvième homme dans quelques provinces, et les met en garnison dans ces villes[réf. souhaitée]. Il exerce la noblesse par des joutes et des tournois. Il réorganise totalement l'armée.

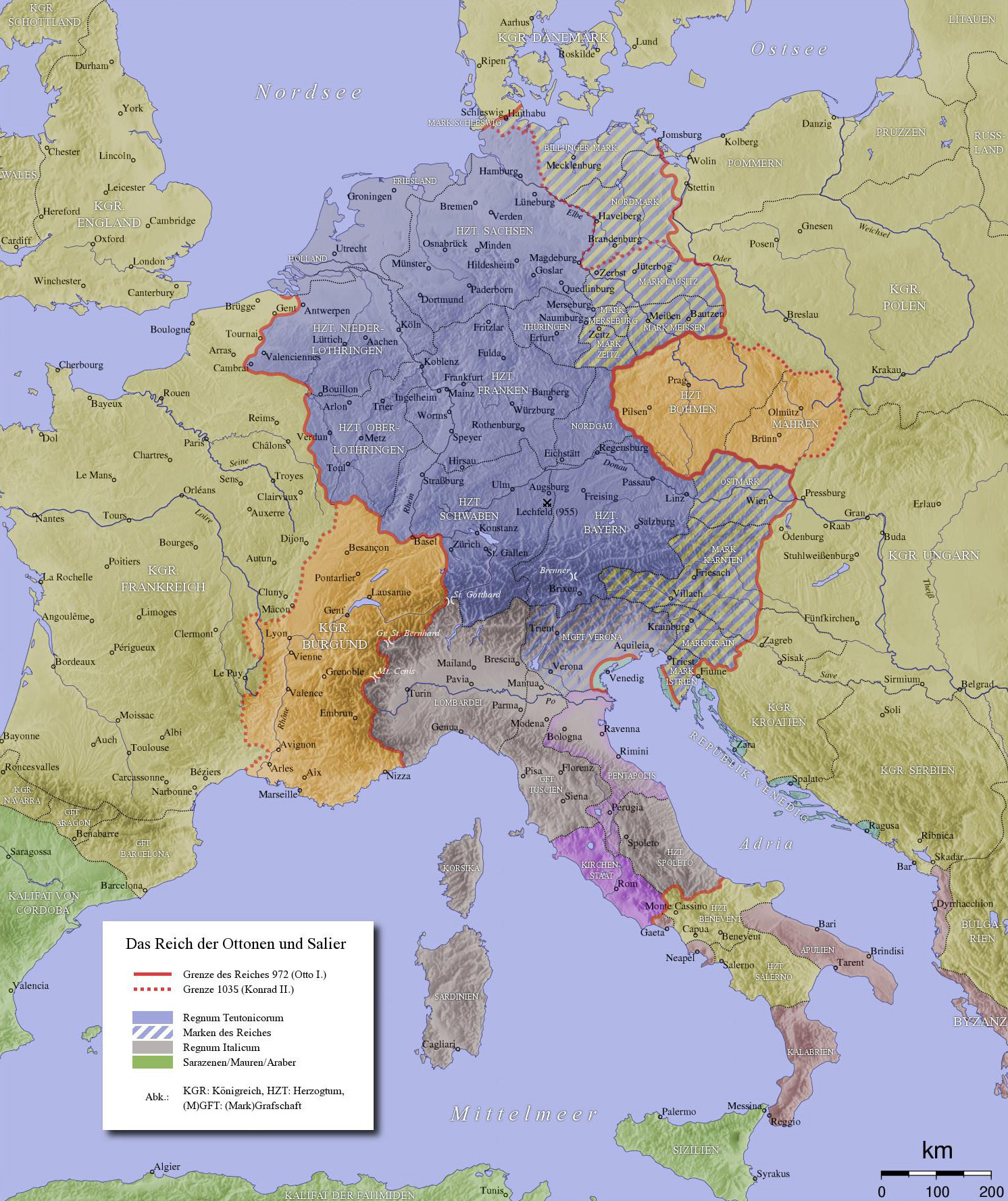
L’empire après son règne.

Ayant pourvu à la défense de son royaume, Henri Ier de Germanie veut enfin passer en Italie, à l’exemple de ses prédécesseurs, pour disposer de la couronne impériale. Henri l’Oiseleur, comptant sur ses forces, croit pouvoir profiter des troubles qui agitent Rome ; mais il meurt en chemin au monastère de Memleben dans la Thuringe, en 936. Henri Ier de Germanie a préparé l’élection de son fils aîné Otton, roi de Francie Orientale, pour éviter le partage de son royaume après sa mort. Ce dernier, lors de son couronnement à Aix la Chapelle par l'archevêque de Mayence bénéficie du prestige de son père : lors du banquet, le 7 août 936, il est servi à table par les ducs de Lorraine, de Souabe, de Franconie et de Bavière. Grâce à Henri, inhumé et béatifié dans l’abbaye de Quedlinbourg, la fonction royale a retrouvé en Germanie tout son prestige.

## Mariage et descendance
Henri Ier de Germanie épouse en 906 Hateburge de Alstadt, fille du comte Erwin de Saxe, qui lui donne un fils, Thankmar, lequel est tué le 28 juillet 938 à la bataille d'Eresburg en luttant contre son frère Otton Ier du Saint-Empire. Il se sépare de sa première épouse en 909.

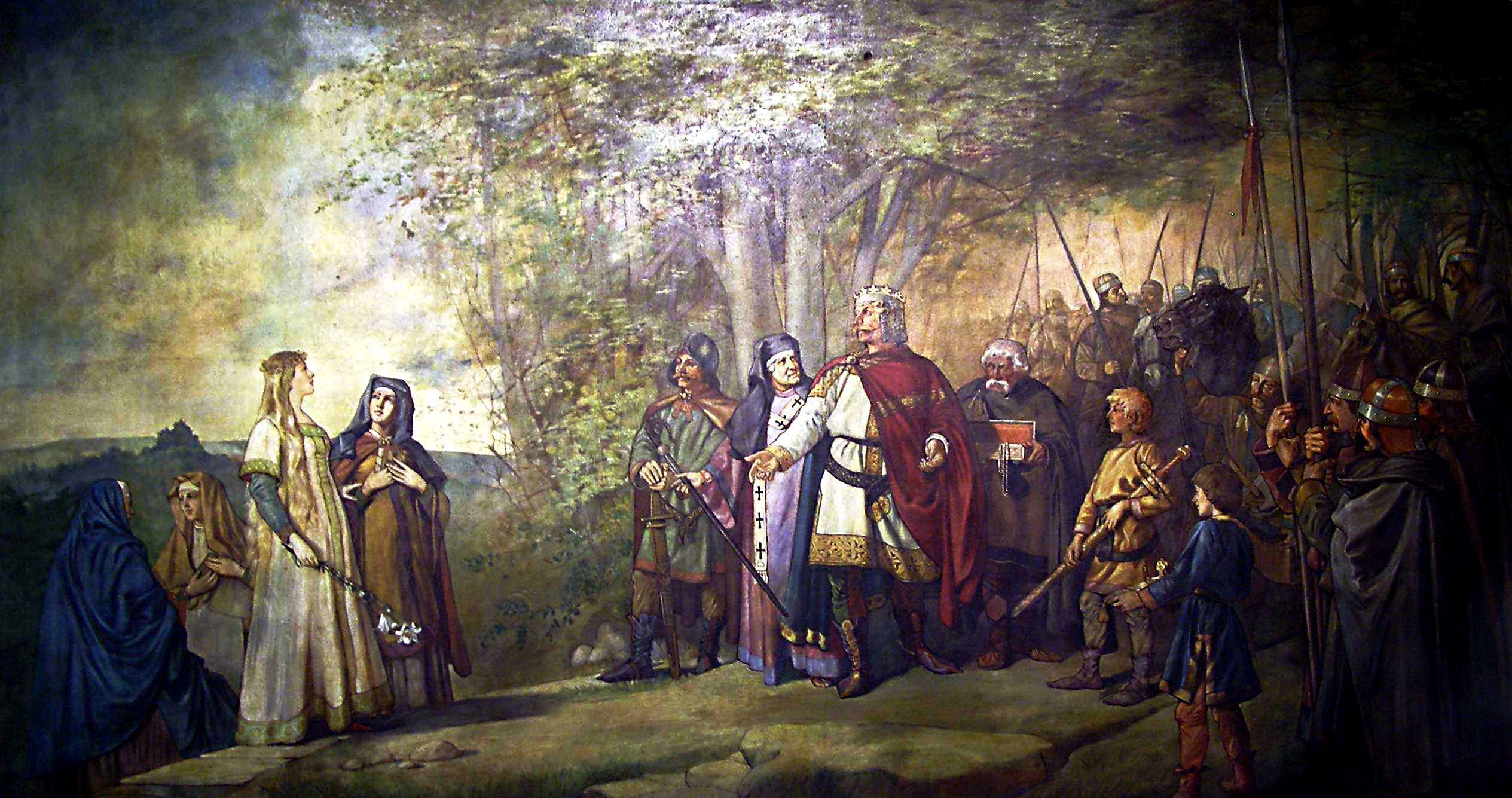
Mathilde de Ringelheim.

Henri se remarie la même année au château de Wallhausen, près de Sangerhausen avec Mathilde de Ringelheim (Sainte Mathilde de Reingelheim) (890 - 14 mars 968), qui lui donne cinq enfants :
- Gerberge, (913 - 5 mai 969 selon certaines sources, ou 984 selon d'autres), mariée à Gislebert de Lotharingie, puis à Louis IV d'Outremer, roi des Francs ;
- Otton II de Saxe, (23 novembre 912 - 7 mai 973), qui devient empereur sous le nom d'Otton Ier le Grand ;
- Hedwige de Saxe, (920 - 10 mai 965), épouse d'Hugues le Grand, a pour fils Hugues Capet, futur roi des Francs, Otton de Bourgogne  et Henri Ier de Bourgogne, qui deviendront ducs de Bourgogne ;
- Henri Ier, (v. 920 - 1er novembre 956), duc de Bavière et de Lotharingie ;
- Brunon, (v. 928 - 965), archevêque de Cologne et duc de Lotharingie.

Henri sera l’un des héros du Lohengrin de Richard Wagner (1850).